# Braidwood, Australien
Braidwood är en ort i Australien. Den ligger i kommunen Palerang och delstaten New South Wales, i den sydöstra delen av landet, omkring 220 kilometer sydväst om delstatshuvudstaden Sydney. Antalet invånare är 1 467.
Trakten runt Braidwood är nära nog obefolkad, med mindre än två invånare per kvadratkilometer.. Braidwood är det största samhället i trakten. 
Trakten runt Braidwood består i huvudsak av gräsmarker. Genomsnittlig årsnederbörd är 1 100 millimeter. Den regnigaste månaden är februari, med i genomsnitt 176 mm nederbörd, och den torraste är juli, med 36 mm nederbörd.